# 群馬県道235号大笹北軽井沢線
群馬県道235号大笹北軽井沢線（ぐんまけんどう 235ごう おおざさきたかるいざわせん）は、群馬県吾妻郡嬬恋村大笹から長野原町北軽井沢までを結ぶ県道である。

## 起点・終点
- 起点:吾妻郡嬬恋村大笹
- 終点:吾妻郡長野原町北軽井沢

## 通過市町村
- 群馬県
  - 吾妻郡嬬恋村 - 長野原町

## 交差する道路
- 国道144号、国道406号 - 嬬恋村大笹（起点）
- 鬼押ハイウェー - 嬬恋村鎌原
- 国道146号、群馬県道54号長野原倉渕線 - 長野原町北軽井沢（終点）
- つまごいパノラマライン南ルート